# Осек-над-Нотецьою
Осек-над-Нотецьою (пол. Osiek nad Notecią, нім. Netzthal) — село в Польщі, у гміні Вижиськ Пільського повіту Великопольського воєводства.
Населення — 3903 особи (2011).

## Демографія
Демографічна структура станом на 31 березня 2011 року:
|          | Загалом | Допрацездатний вік | Працездатний вік | Постпрацездатний вік |
| -------- | ------- | ------------------ | ---------------- | -------------------- |
| Чоловіки | 1912    | 443                | 1304             | 165                  |
| Жінки    | 1991    | 424                | 1179             | 388                  |
| Разом    | 3903    | 867                | 2483             | 553                  |